# The Wandering Jew
The Wandering Jew é um filme mudo de fantasia produzido no Reino Unido, dirigido por Maurice Elvey e lançado em 1923.